# Molophilus albibasis
Molophilus albibasis är en tvåvingeart som beskrevs av Alexander 1924. Molophilus albibasis ingår i släktet Molophilus och familjen småharkrankar. Inga underarter finns listade i Catalogue of Life.